# Rezerwat przyrody Długosz Królewski w Łęczynie
Rezerwat przyrody Długosz Królewski w Łęczynie – florystyczny rezerwat przyrody na obszarze torfowiskowym Puszczy Wierzchucińskiej. Znajduje się w gminie Gniewino, w powiecie wejherowskim, w województwie pomorskim, na gruntach leśnych zarządzanych przez Nadleśnictwo Strzebielino.
Został utworzony zarządzeniem Ministra Leśnictwa i Przemysłu Drzewnego z dnia 21 lipca 1977 (M.P. z 1977 r. nr 19, poz. 107). Według aktu powołującego zajmuje powierzchnię 2,00 ha (według danych z nadleśnictwa – 1,41 ha). Ochronie rezerwatu podlegają stanowiska paproci długosza królewskiego. Najbliższe miejscowości to Łęczyn Dolny, Wysokie.
Oprócz objętego ochroną ścisłą długosza królewskiego występują tu także chronione częściowo: widłak jałowcowaty, widłak goździsty oraz bagno zwyczajne.
Rezerwat nie ma aktualnego planu ochrony, posiada natomiast obowiązujące zadania ochronne, na podstawie których jego obszar objęty jest ochroną czynną.
Rezerwat jest udostępniony do zwiedzania – można go zwiedzać spacerując po ścieżkach, które wyznacza ogrodzenie.